# 天満屋福山店
天満屋福山店（てんまやふくやまてん）は、広島県福山市元町にある天満屋の店舗である。

## 概要
売り場面積27,222 m2、地上9階・地下1階の店舗で、天満屋の広島県下の1号店である。1984年（昭和59年）に元町地区第一種市街地再開発事業に伴い改築された。地下駐車場設備を持つが、収容台数は少数である。

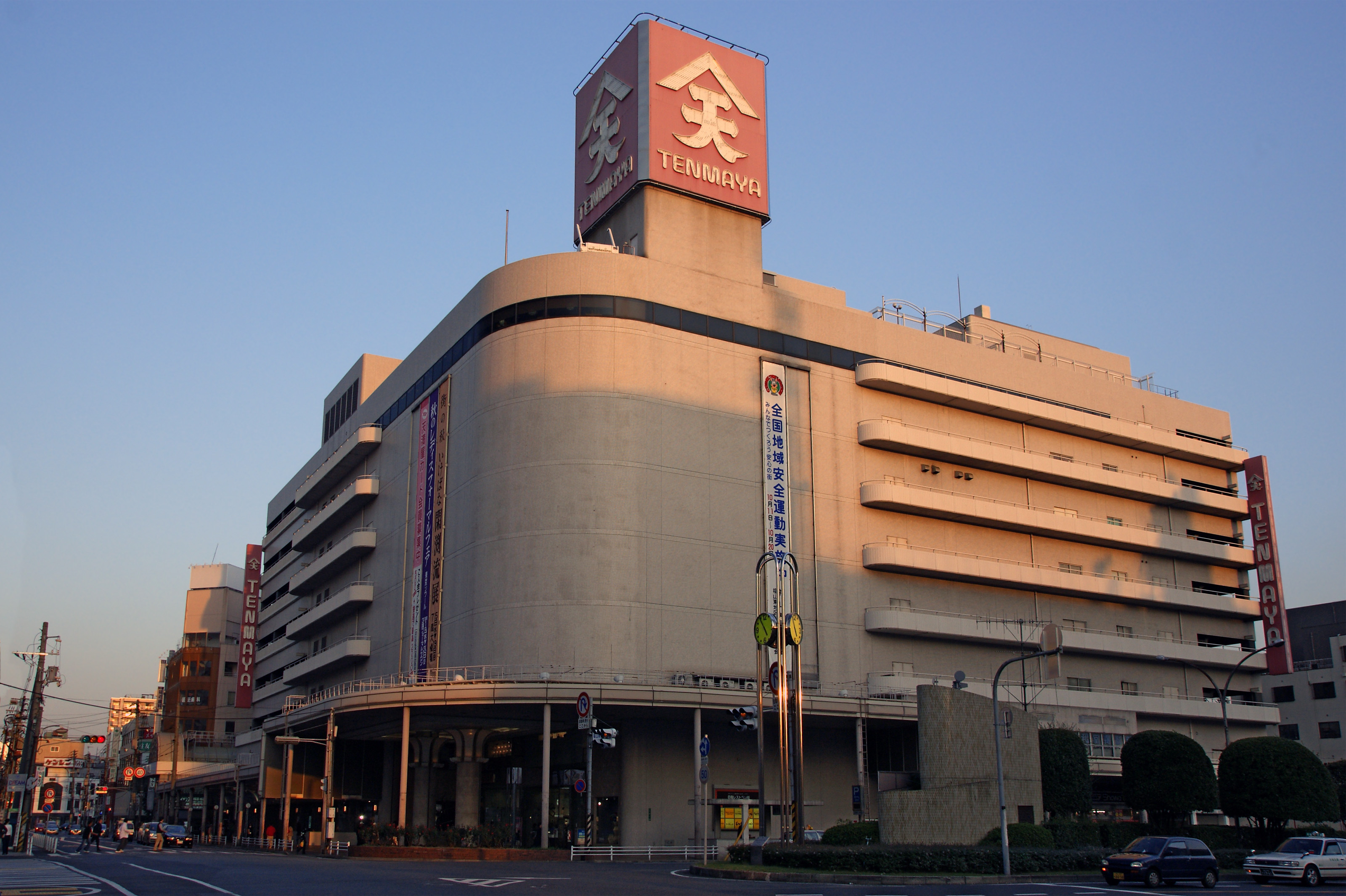
北西側より撮影
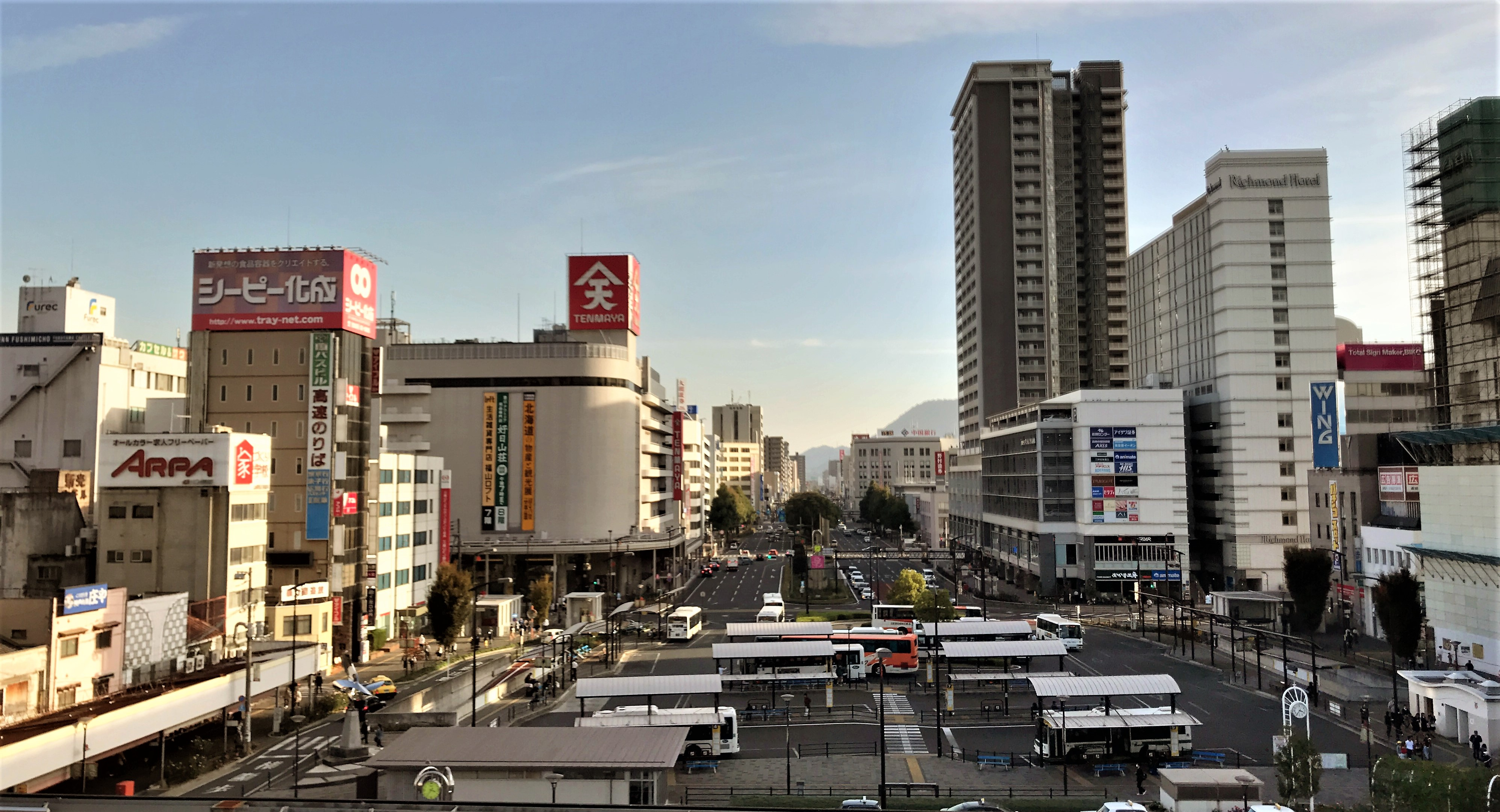
福山駅南口から見た天満屋福山店（中央左手）
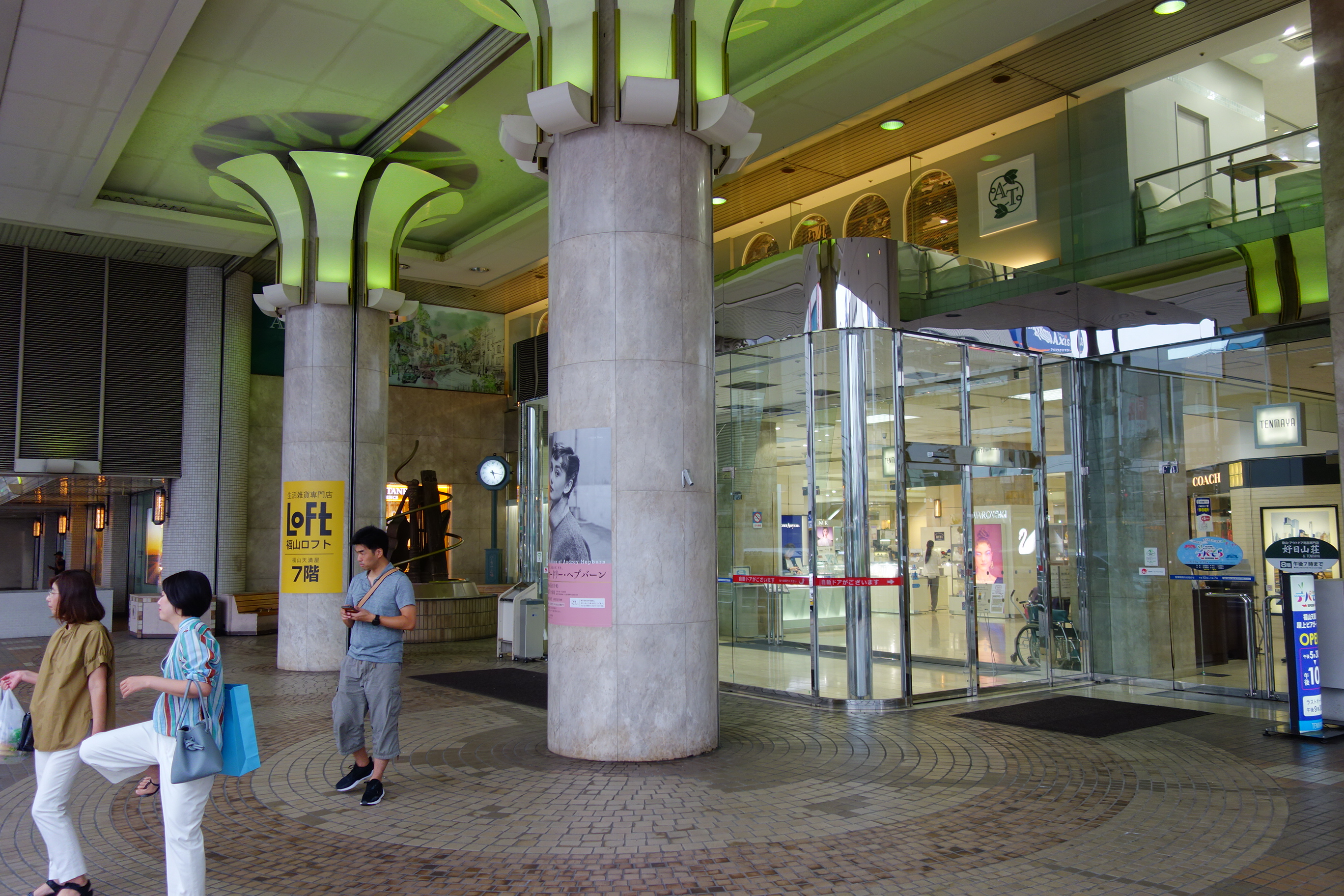
表玄関口
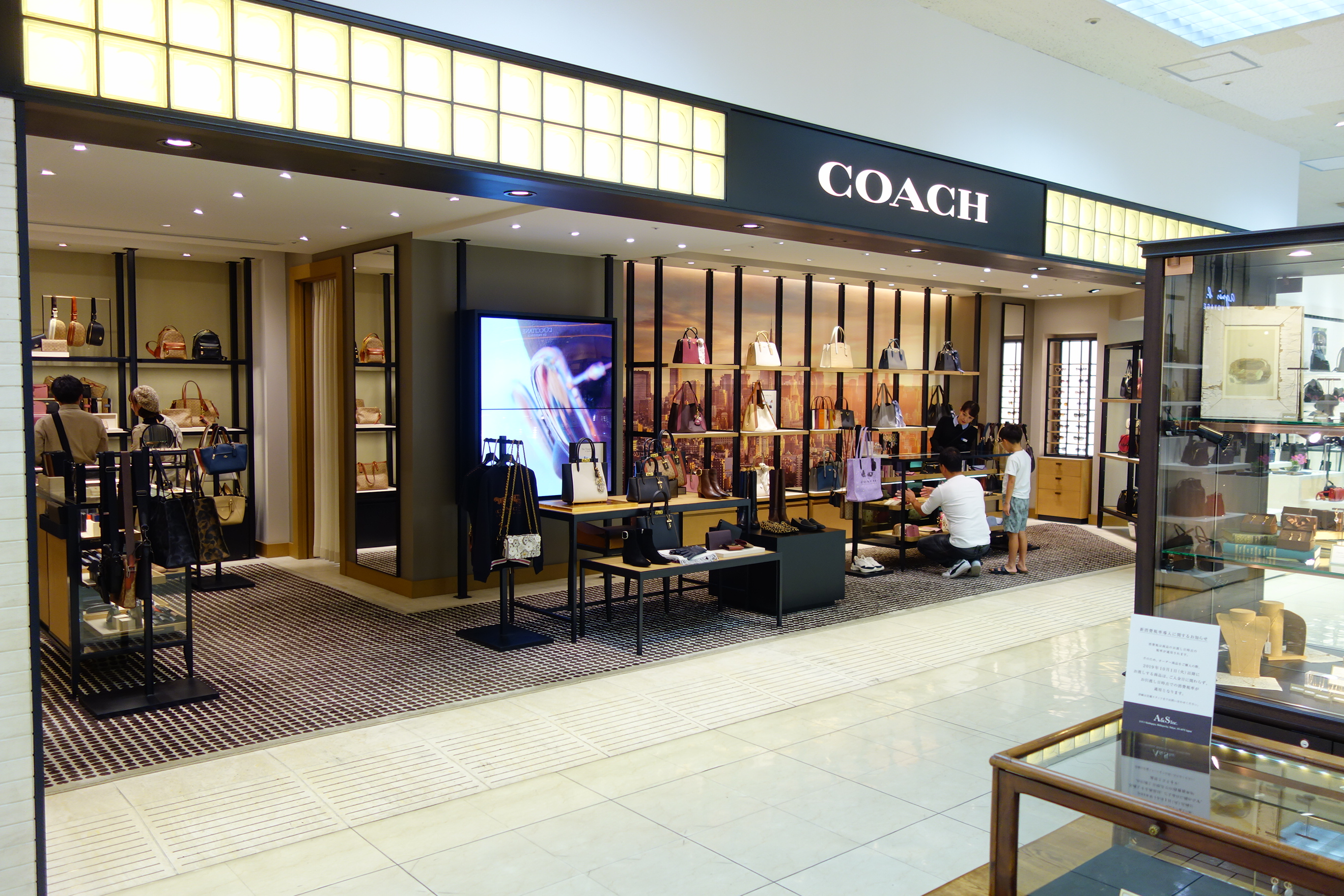
Coachのテナント
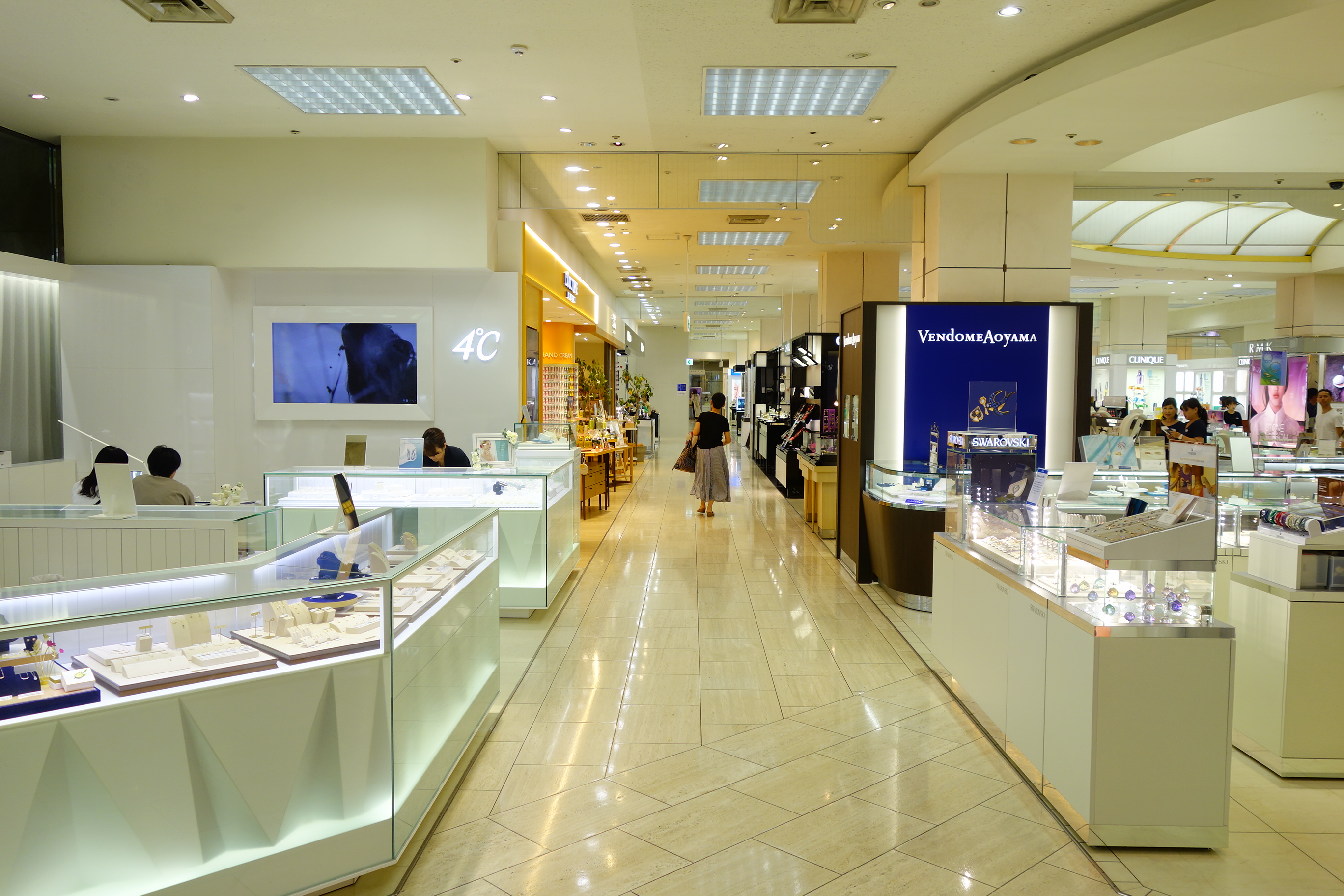
一階ブランド街
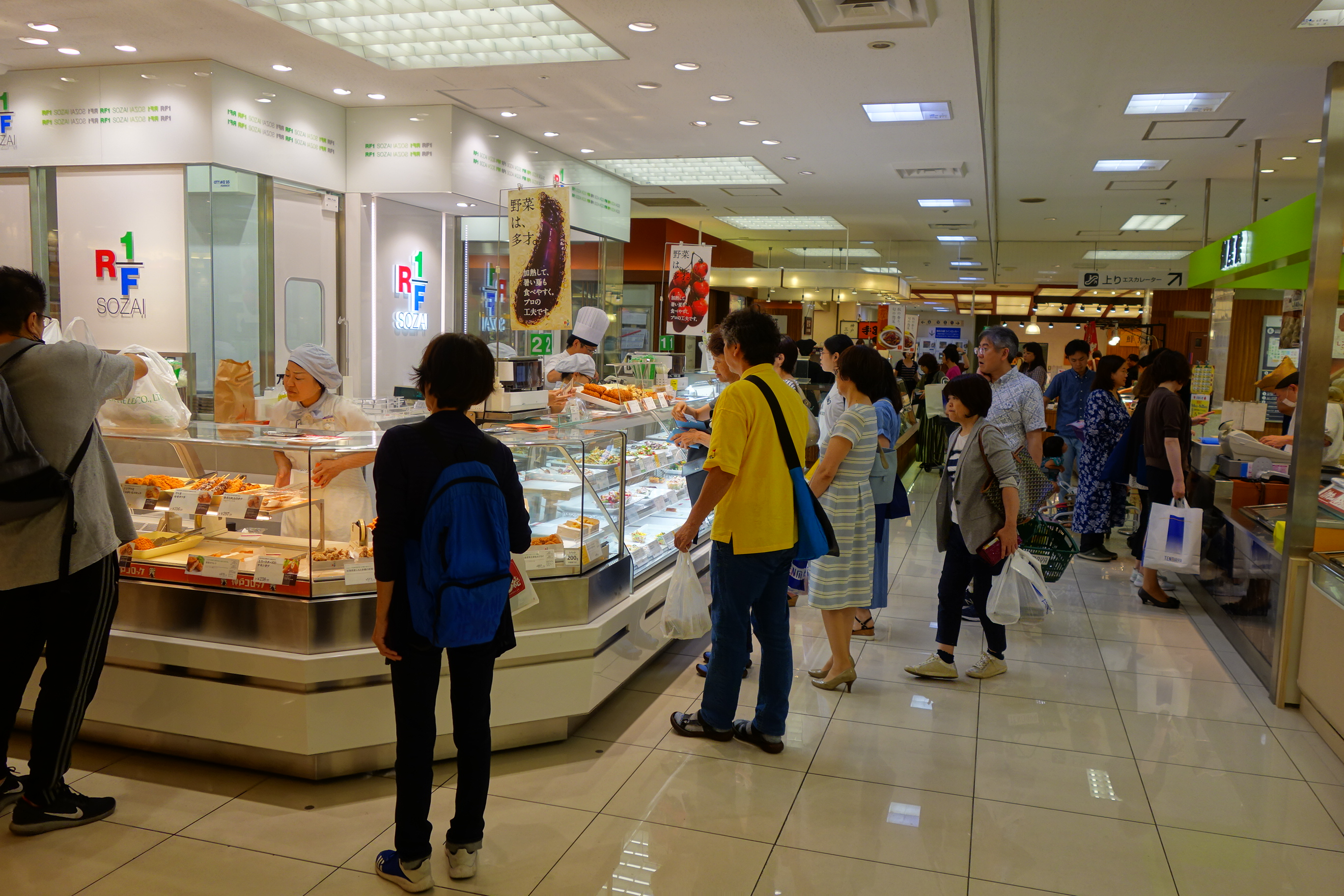
地下一階食品売り場

## 市施設の入居
2021年5月より福山市の福祉関連施設である「えほんの国」と「ふくやま子育て応援センター「キッズコム」」が8階レストラン街に入居している。元々RiM-fの空き店舗スペースに入居していた施設であるが、RiM-fの閉鎖に伴い天満屋福山店に移転した。えほんの国では4000冊の児童向け書物を備える。

## フロア
- 屋上 ビアガーデン
- 8階 レストラン街/えほんの国/ふくやま子育て応援センター キッズコム/英会話教室
- 7階 子供服/玩具/ロフト/大催場
- 6階 リビング/家庭用品/美術画廊
- 5階 紳士服/紳士雑貨/旅行用品/好日山荘
- 4階 プレタポルテ/呉服/時計/宝飾/メガネ/ギフトサロン/商品券/カードカウンター
- 3階 ニューミッシーとミセスの婦人服/肌着/ナイティ/フォーマル/カフェ・モロゾフ
- 2階 ヤングとキャリアの婦人服/アフタヌーンティー
- 1階 婦人服飾雑貨/化粧品
- 地下1階 食彩館
- 地下2階 駐車場

かつて屋上には観覧車や電動列車などが配置された屋上遊園地があったが、ブームの終焉とともに撤去され、夏季のみビアガーデンが営業されるようになっている。

## アクセス
- JR山陽新幹線・山陽本線・福塩線福山駅から徒歩1分。
- 山陽自動車道福山東インターチェンジから15分。